# Мотонаутика
Мотонаутика је међународним правилима категорисана спортска грана. Покрива такмичења свих врста пловила на моторни погон.
Једина светска федерација за мотонаутику је UIM Међународна мотонаутичка унија, која је пуноправни члан Међународног олимпијског комитета.

## Категорије
- Трке чамаца по кружној стази ("circuit")
- Трке скутера на води ("aquabike")
- Трке чамаца на отвореном мору ("offshore")
- Трке даљински контролисаних модела пловила ("RC")

## Галерија
- трка чамаца класе "circuit"
- "aquabike" трка
- трка чамаца класе "offshore"